# Евроколеж (Куманово)
Евроколежът (на македонска литературна норма: Еуро Колеџ) е частен висш колеж в Куманово, Република Македония. Съществува и друго висше училище в Македония със същото име Евроколеж – в Струга.
Създаден е на 11 ноември 2003 година. Получава държавна акредитация през 2008 г.
Колежът провежда обучение за образователни степени бакалавър и магистър с продължителност 2 и 3 години съответно. Студентите, успешно завършили обучението със съответно 120 и 180 учебни кредита по Европейската система за трансфер и натрупване на кредити, получават диплом за придобитата образователна степен.
Официален партньор е на Американ Херитидж Юивърсити ъв Садърн Калифорния.